# Travis Bickle
Travis Bickle, interpretado por Robert De Niro, es el personaje central de la película Taxi Driver de 1976, dirigida por el director estadounidense Martin Scorsese.

## Personaje
De Niro, que fue nominado al Óscar al mejor actor por su interpretación de este personaje, trabajó como taxista en la ciudad de Nueva York durante cuatro semanas para adoptar el papel.
En la trama de la película, Travis Bickle es un excombatiente de la Guerra de Vietnam que ante un trastorno por falta de sueño consigue un trabajo durante la noche como taxista en la ciudad de Nueva York. Su trabajo nocturno le permite conocer el submundo y las zonas más peligrosas de la ciudad. Seriamente trastornado por sus experiencias a bordo del taxi, la soledad y su pasado militar, llega a la conclusión de que su deber es "eliminar" el fondo de todo lo que aqueja a la sociedad, llevando a cabo el asesinato de alguien importante o algún otro violento acto significativo. Bickle se llama a sí mismo "God's lonely man" ("El hombre solitario de Dios").
La frase más célebre del personaje, y una de las más famosas en la historia del cine estadounidense, se encuentra en la escena donde después de arreglar un carrete de cortinero donde monta una pistola bajo la manga de su abrigo, se enfrenta a su imagen en un espejo y pronuncia las palabras "You talkin' to me?" ("¿Me estás hablando a mí?"), desenfundando su arma al mismo tiempo y apuntando a su propia imagen.
Esta imagen es un icono del cine y una de las escenas mejor interpretadas por Robert De Niro en toda su carrera como actor.

## Crítica y opinión pública
De Niro recibió una nominación al oscar al mejor actor por su actuación como Bickle. En la lista AFI's 100 años... 100 héroes y villanos del Instituto Americano del Cine, Bickle  fue nombrado el 30º mejor villano de todos los tiempos. La revista Empire también le posicionó en el puesto 22, en su encuesta "The 100 Greatest Movie Characters". 